# Школа непорочного серця Марії (Вінніпег)
Школа непорочного серця Марії (The Immaculate Heart of Mary School, IHMS) — ясла-садок (Sadochok) в українській католицькій школі у північному кінці Вінніпегу, Манітоба, Канада. Заклад належить і керується Сестрами, Служанками Непорочної Марії (не плутати їх із Сестрами, Служанками Непорочного Серця Марії, це геть інший і не пов'язаний релігійний орден).  IHMS також є частиною Української католицької архиєпархії Вінніпегу  і  Комісії Католицьких шкіл  в Римсько-католицькій архієпархії святого Воніфатія. Школа пропонує християнську освіту, сильну позашкільну спортивну програму та яскраву музичну програму музичного виконавського мистецтва, все це пронизано українською культурою. 

## Історія
IHMS — єдина незалежна українська католицька школа в Манітобі. Заклад розпочав своє існування в 1905 році як школа Святого Миколая через приналежність до однойменної католицької церкви. До 1906 року він переїхав у підвал церкви Святого Миколая. Тоді, у 1911 році, архієпископ Лангевін, архієпископ Св. Боніфація, виділяв кошти на нову будівлю, яка побудована на проспекті Флори, 650 у Вінніпезі.  Протягом наступних років школа Святого Миколая служила українському народу в районі Вінніпегу, поки в 1962–63 роках не було побудовано нову будівлю. 28 квітня 1963 року нинішня школа була офіційно відкрита, а назва була змінена з "Святого Миколая" на Непорочне Серце Марії Школи Інк. (Immaculate Heart of Mary School Inc.), з надією зробити її менш приходською та більш загальноміською. У січні 2008 року на вулиці Фер’єр на півночі Вінніпегу було придбано нову земельну ділянку з семи акрів, для того, щоб була побудована нова школа, яка буде служити українській та іншим громадам в майбутньому. 